# Coppa del Mondo di combinata nordica 2015
La Coppa del Mondo di combinata nordica 2015, trentaduesima edizione della manifestazione organizzata dalla Federazione Internazionale Sci, è iniziata il 29 novembre 2014 a Kuusamo, in Finlandia, e si è conclusa il 14 marzo 2015 a Oslo Holmenkollen, in Norvegia.
Si sono disputate 22 delle 23 gare previste, in 11 diverse località: 17 individuali Gundersen, 5 a squadre (2 in formula 4x5 km e 3 sprint a coppie); 7 gare si sono svolte su trampolino normale, 15 su trampolino lungo. Nel corso della stagione si sono tenuti a Falun i Campionati mondiali di sci nordico 2015, non validi ai fini della Coppa del Mondo, il cui calendario ha contemplato dunque un'interruzione a febbraio.
Il tedesco Eric Frenzel si è aggiudicato la coppa di cristallo, il trofeo assegnato al vincitore della classifica generale. Non sono state stilate classifiche di specialità; Frenzel era il detentore uscente della Coppa generale.

## Risultati
| Data                   | Località                | Nazione   | Trampolino                  | Spec.            | Primo                                                                | Secondo                                                            | Terzo                                                                        |
| ---------------------- | ----------------------- | --------- | --------------------------- | ---------------- | -------------------------------------------------------------------- | ------------------------------------------------------------------ | ---------------------------------------------------------------------------- |
| 29 novembre 2014       | Kuusamo                 | Finlandia | Rukatunturi HS142           | IN LH/10 km      | Johannes Rydzek                                                      | Bernhard Gruber                                                    | Miroslav Dvořák                                                              |
| 30 novembre 2014       | Kuusamo                 | Finlandia | Rukatunturi HS142           | T SP LH/2x7,5 km | Norvegia I Håvard Klemetsen Jørgen Graabak                           | Germania II Björn Kircheisen Eric Frenzel                          | Francia I Jason Lamy-Chappuis François Braud                                 |
| 6 dicembre 2014        | Lillehammer             | Norvegia  | Lysgårdsbakken HS138        | IN LH/10 km      | Eric Frenzel                                                         | Fabian Rießle                                                      | Jan Schmid                                                                   |
| 7 dicembre 2014        | Lillehammer             | Norvegia  | Lysgårdsbakken HS138        | IN LH/10 km      | Mikko Kokslien                                                       | Fabian Rießle                                                      | Jason Lamy-Chappuis                                                          |
| 20 dicembre 2014       | Ramsau am Dachstein     | Austria   | W90-Mattensprunganlage HS96 | T NH/4x5 km      | Norvegia Mikko Kokslien Håvard Klemetsen Jan Schmid Jørgen Graabak   | Germania Tino Edelmann Eric Frenzel Johannes Rydzek Fabian Rießle  | Francia Sébastien Lacroix Jason Lamy-Chappuis François Braud Maxime Laheurte |
| 21 dicembre 2014       | Ramsau am Dachstein     | Austria   | W90-Mattensprunganlage HS96 | IN NH/10 km      | Jason Lamy-Chappuis                                                  | Mikko Kokslien                                                     | Fabian Rießle                                                                |
| 3 gennaio 2015         | Schonach im Schwarzwald | Germania  | Langenwaldschanze H106      | T NH/4x5 km      | Germania Eric Frenzel Tino Edelmann Björn Kircheisen Johannes Rydzek | Norvegia Jan Schmid Håvard Klemetsen Mikko Kokslien Jørgen Graabak | Francia Maxime Laheurte Sébastien Lacroix François Braud Jason Lamy-Chappuis |
| 4 gennaio 2015         | Schonach im Schwarzwald | Germania  | Langenwaldschanze H106      | IN NH/10 km      | Lukas Klapfer                                                        | Akito Watabe                                                       | Jan Schmid                                                                   |
| 10 gennaio 2015        | Chaux-Neuve             | Francia   | La Côté Feuillée HS118      | IN LH/10 km      | Eric Frenzel                                                         | Fabian Rießle                                                      | Magnus Moan                                                                  |
| 11 gennaio 2015        | Chaux-Neuve             | Francia   | La Côté Feuillée HS118      | IN LH/10 km      | Magnus Moan                                                          | Magnus Krog                                                        | Bernhard Gruber                                                              |
| Nordic Combined Triple |                         |           |                             |                  |                                                                      |                                                                    |                                                                              |
| 16 gennaio 2015        | Seefeld in Tirol        | Austria   | Toni Seelos HS109           | IN NH/5 km       | Eric Frenzel                                                         | Jan Schmid                                                         | Jarl Magnus Riiber                                                           |
| 17 gennaio 2015        | Seefeld in Tirol        | Austria   | Toni Seelos HS109           | IN NH/10 km      | Eric Frenzel                                                         | Bernhard Gruber                                                    | Tino Edelmann                                                                |
| 18 gennaio 2015        | Seefeld in Tirol        | Austria   | Toni Seelos HS109           | IN NH/15 km      | Eric Frenzel                                                         | Håvard Klemetsen                                                   | Akito Watabe                                                                 |
| 23 gennaio 2015        | Sapporo                 | Giappone  | Ōkurayama HS134             | IN LH/10 km      | Eric Frenzel                                                         | Jan Schmid                                                         | Håvard Klemetsen                                                             |
| 24 gennaio 2015        | Sapporo                 | Giappone  | Ōkurayama HS134             | IN LH/10 km      | Eric Frenzel                                                         | Akito Watabe                                                       | Taylor Fletcher                                                              |
| 30 gennaio 2015        | Val di Fiemme           | Italia    | Giuseppe Dal Ben HS134      | IN LH/10 km      | Bernhard Gruber                                                      | Jan Schmid                                                         | Jørgen Graabak                                                               |
| 31 gennaio 2015        | Val di Fiemme           | Italia    | Giuseppe Dal Ben HS134      | T SP LH/2x7,5 km | Norvegia I Jan Schmid Jørgen Graabak                                 | Germania Manuel Faißt Fabian Rießle                                | Austria I Sepp Schneider Bernhard Gruber                                     |
| 1º febbraio 2015       | Val di Fiemme           | Italia    | Giuseppe Dal Ben HS134      | IN LH/10 km      | Jørgen Graabak                                                       | Bernhard Gruber                                                    | Fabian Rießle                                                                |
| 8 febbraio 2015        | Liberec                 | Rep. Ceca | Ještěd HS134                | IN LH/10 km      | annullata                                                            | annullata                                                          | annullata                                                                    |
| 6 marzo 2015           | Lahti                   | Finlandia | Salpausselkä HS130          | IN LH/10 km      | Akito Watabe                                                         | Johannes Rydzek                                                    | Fabian Rießle                                                                |
| 7 marzo 2015           | Lahti                   | Finlandia | Salpausselkä HS130          | T SP LH/2x7,5 km | Germania I Fabian Rießle Johannes Rydzek                             | Francia I Sébastien Lacroix Jason Lamy-Chappuis                    | Norvegia I Magnus Krog Håvard Klemetsen                                      |
| 12 marzo 2015          | Trondheim               | Norvegia  | Granåsen HS140              | IN LH/10 km      | Magnus Moan                                                          | Fabian Rießle                                                      | Alessandro Pittin                                                            |
| 14 marzo 2015          | Oslo Holmenkollen       | Norvegia  | Holmenkollen HS134          | IN 2LH/15 km     | Akito Watabe                                                         | Johannes Rydzek                                                    | Alessandro Pittin                                                            |

Legenda:

IN = individuale Gundersen

SP = sprint

T = gara a squadre

NH = trampolino normale

LH = trampolino lungo

## Classifiche

### Generale
| Pos. | Nome             | Nazione  | Punti |
| ---- | ---------------- | -------- | ----- |
| 1    | Eric Frenzel     | Germania | 945   |
| 2    | Akito Watabe     | Giappone | 777   |
| 3    | Johannes Rydzek  | Germania | 731   |
| 4    | Fabian Rießle    | Germania | 724   |
| 5    | Bernhard Gruber  | Austria  | 684   |
| 6    | Håvard Klemetsen | Norvegia | 593   |
| 7    | Jan Schmid       | Norvegia | 578   |
| 8    | Magnus Moan      | Norvegia | 553   |
| 9    | Mikko Kokslien   | Norvegia | 534   |
| 10   | Lukas Klapfer    | Austria  | 401   |

### Nazioni
| Pos. | Nazione     | Punti |
| ---- | ----------- | ----- |
| 1    | Germania    | 4458  |
| 2    | Norvegia    | 4245  |
| 3    | Austria     | 2851  |
| 4    | Francia     | 2008  |
| 5    | Giappone    | 1798  |
| 6    | Italia      | 1005  |
| 7    | Stati Uniti | 805   |
| 8    | Rep. Ceca   | 573   |
| 9    | Finlandia   | 346   |
| 10   | Slovenia    | 234   |